# Boronia denticulata
Boronia denticulata är en vinruteväxtart som beskrevs av James Edward Smith. Boronia denticulata ingår i släktet Boronia och familjen vinruteväxter. Inga underarter finns listade i Catalogue of Life.